# Lodewijk Mulder

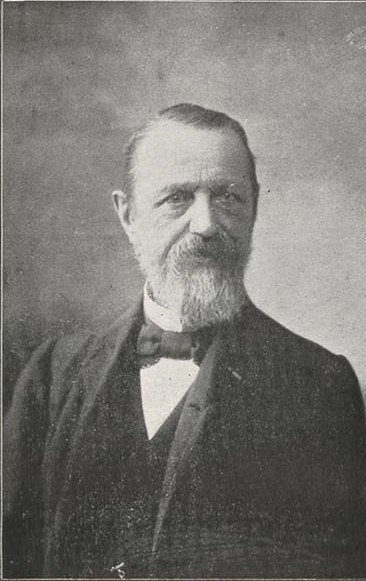
Lodewijk Mulder

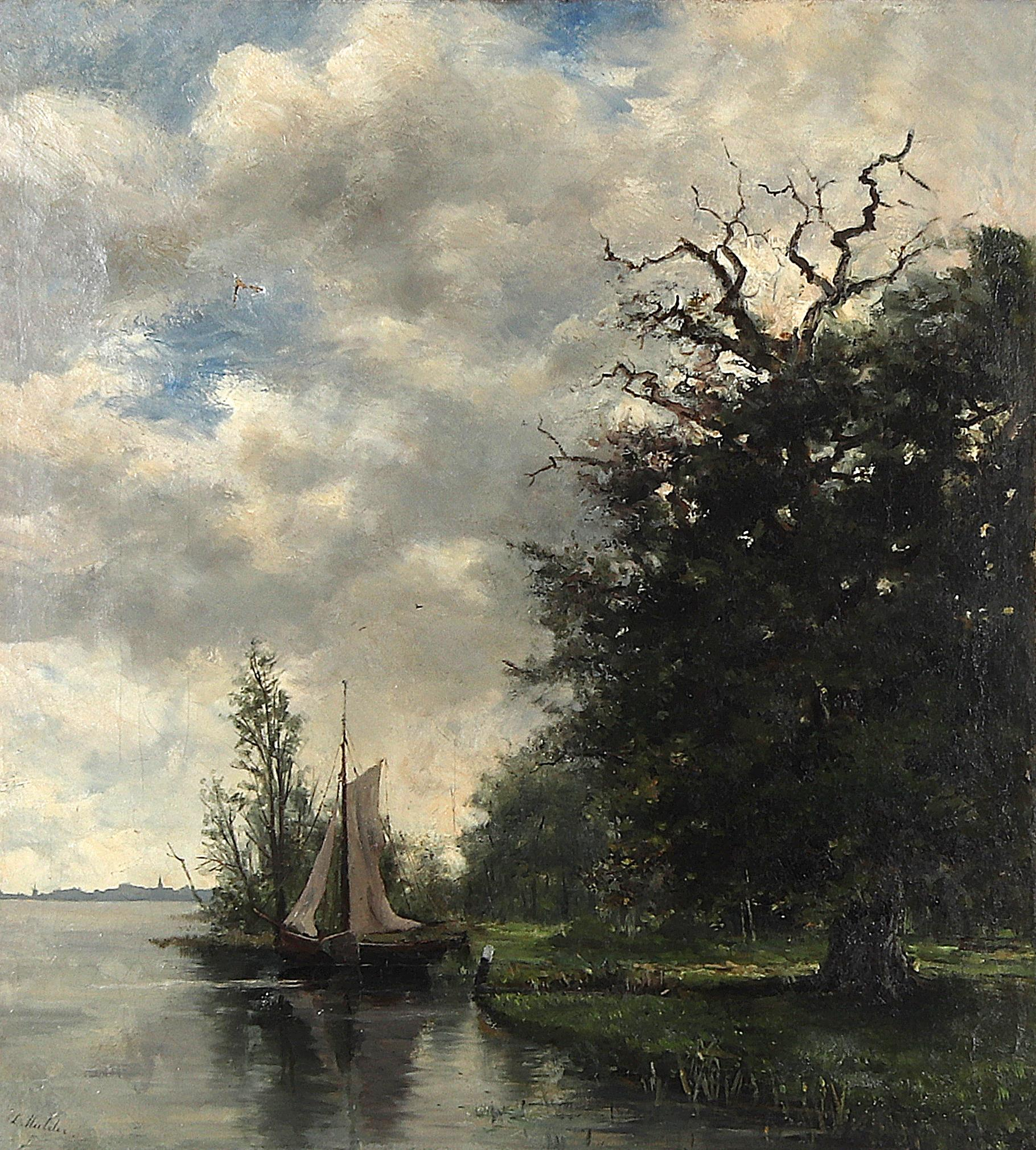
Idylle am Flußufer af Lodewijk Mulder 1907

Lodewijk Mulder, född den 9 april 1822 i Haag, död där den 14 maj 1907, var en nederländsk författare.
Mulder utbildade sig först till militär och var 1851–1859 lärare ved den kungliga militärakademien. Efter 25 års tjänst i hären beviljades han avsked och var i några år inspektör vid den lägre undervisningen i Utrecht. Hans litterära arbeten är dels av estetisk, dels och övervägande av historisk natur. Han skrev en bok om fälttåget 1848 i Slesvig-Holsten (1856), men hans popularitet som historisk författare beror i synnerhet på två samlingar historiska berättelser, av vilka den ena har hämtat sitt stoff från Nederländernas historia, den andra från den allmänna historien: Handlingen tot de kennis der Vaderlandsche Geschiedenis (12:e upplagan 1880) och Handlingen tot de kennis der Algemeenen Geschiedenis (8:e upplagan 1880). Av hans estetiska skrifter kan nämnas: Jan Faessen, historisk roman i två band, vidare De kiesvereeniging van Stellendijk (1880), ett lustspel, och Een gevaarlijke vriendendienst, även det ett lustspel (1890). Hans biografi skrevs av Jan ten Brink.